# Љељешница
Љељешница је пећина у Републици Српској. Налази се у југоисточном дијелу Дабарског поља, у подручју карстне превлаке Љут, на око 475 метара апсолутне висине. Спада у тип повремених изворских пећина.
Прво спелеолошко истраживање у пећини је предузео Антоније Лазић у периоду 1929-1931. године, током својих спелеолошких истраживања Дабарског и Фатничког поља. Направио је план и профил и установио дужину од 495 метара. Детаљно истраживање Љељешнице предузето је 1957. године, за вријеме систематских истраживања Фатничког поља и карстне превлаке Љут, за потребе Хидросистема Требишњица. Спелеолошка истраживања у Љељешници предузета су из истих разлога из којих истраживана и Велика пећина у Фатничком пољу: утврђивање могуће хидролошке везе Фатничког и Дабарског поља преко спелеолошких објеката у карстној превлаци Љут. Током ових истраживања направљен је детаљан план и профил подземних канала и измјерена укупна дужина од 396 метара. Последње истраживање у пећини извели су спелеолози СД „Зелена брда" 1987. године, опет за потребе Хидросистема Требишњица. Поново је нацртан план пећине и измјерена је дужина од 400 метара.
Спелеоморфолошки, Љељешница се састоји од уског канала на једном мјесту преграђеног цијелом ширином малим језером, дубином до 0,5 метара. Пећина се завршава сталним сифонским језером, дубоким 2-3 метра, које до сада није спелеоронилачки истраживано. До краја пећине, то јест до подземног језера, могуће је доћи само за вријеме минималног водостаја у љетњим мјесецима, јулу и августу, када се воде у подземним каналима повуку. У зимским мјесецима канали Љељешнице су цијелом дужином потпуно испуњени водом. Зидови канала су потпуно испрани, без акумулативних облика.